# Will Oyowe
Will Oyowe, né le 28 octobre 1987, est un athlète belge, spécialiste du 400 mètres.

## Biographie
Le 21 juillet 2013, lors des championnats de Belgique, à Bruxelles, il se classe troisième de la finale du 400 m, derrière les deux frères Kévin Borlée et Dylan Borlée, et porte son record personnel à 45 s 88. Il obtient à cette occasion sa sélection pour les championnats du monde de Moscou où il accompagne les trois frères Borlée dans l'épreuve du relais 4 × 400 m. L'équipe belge composée des trois frères Borlée et d'Antoine Gillet se qualifie pour la finale en 3 min 0 s 81. Will Oyowe remplace Antoine Gillet pour la finale. Le relais belge finit à la cinquième place en 3 min 1 s 02.

## Palmarès
| Date | Compétition             | Lieu   | Résultat | Épreuve   |
| ---- | ----------------------- | ------ | -------- | --------- |
| 2013 | Championnats du monde   | Moscou | 5e       | 4 × 400 m |
| 2013 | Jeux de la Francophonie | Nice   | 2e       | 4 x 400 m |

### Championnats de Belgique
| Outdoor | 2010 | 2011 | 2012 | 2013 |
| ------- | ---- | ---- | ---- | ---- |
| 400 m   | dsq. | dsq. | 10e  | 3e   |

| Indoor | 2010 | 2011 | 2012 | 2013 | 2014 |
| ------ | ---- | ---- | ---- | ---- | ---- |
| 200 m  | -    | -    | -    | -    | 1er  |
| 400 m  | 2e   | -    | -    | -    |      |

### Records
| Épreuve   | Performance   | Lieu      | Date            |
| --------- | ------------- | --------- | --------------- |
| 200 m     | 21 s 30       | Nivelles  | 29 juin 2013    |
| 400 m     | 45 s 88       | Bruxelles | 21 juillet 2013 |
| 4 × 400 m | 3 min 01 s 02 | Moscou    | 16 août 2013    |

| Épreuve | Performance | Lieu    | Date            |
| ------- | ----------- | ------- | --------------- |
| 200 m   | 21 s 56     | Gand    | 15 février 2014 |
| 400 m   | 48 s 14     | Londres | 29 janvier 2011 |